# 박형룡
박형룡(朴亨龍, 1897년 음력 3월 28일~1978년 10월 25일)은 평안북도 벽동의 출신으로, 박윤선과 더불어 한국장로교회 신학의 양대 산맥으로 평가되기도 한다. 한국의 대표적인 개혁파 보수주의 장로교 신학자이다.

## 생애[2][3]

### 어린 시절
- 1897년 가난한 농가에서 출생
- 10여세 서당 선생을 따라 교회 출석 시작

### 학력
- 1913년 선교사가 설립한 신성중학교(교장 강규찬, 소열도 선교사 등이 교사로 있었음) 입학
- 1916년 소열도 선교사의 추천으로 평양 숭실전문학교(현 숭실대학교) 입학. 학생 자치활동중, 문학부와 전도대 활동에 열심.
- 1919년 평양에서 3.1운동 참여, 일제 경찰에 체포 후 고초 겪음
- 1920년 숭실전문학교 졸업, 숭실전도대 활동 중 목포 양동교회에서의 설교로 일제 경찰에 체포되어 유죄판결 후 10개월 감옥 수감
- 1921.2.11 만기출소 후 중화민국 남경 금릉대학 편입학, 2년 후 문학사학위 취득
- 1923년 프린스턴 신학교 신학사 과정 입학
- 1926년 신학사Th.B.,신학석사Th.M. 학위 동시 취득 후 남침례신학교 박사과정 등록
- 1927년 박사논문을 이어 쓰지 않고 조기 귀국

### 사역
- 1928년 평양 산정현교회에서 전도사로 사역시작
- 1929년 목사안수
- 1930년 평양 장로회신학교 임시교수로 임용.
- 1931년 4월 동신학교 전임교수로 임용. 변증학, 현대신학, 기독교윤리 강의. 박사학위 논문 <자연과학으로부터의 반기독교적 유추들> 완성함.
- 1933년 1월 철학박사 학위 취득
- 1935년 847쪽의 <기독교 근대신학 난제 선평(학파편)을 출간. 표준 성경주석 편집책임자의 역할도 맡음. 한국장로교의 지로적인 신학자로 명실상부하게 인정받기 시작.
- 1938년까지 평양신학교 재학시 <신학지남>에 60편에 달하는 글을 기고
- 1938-1942년 신학교가 일본의 신사참배 강요에 대항하여 자진휴교됨으로 일본 동경으로 가서 성경주석 편찬에 매진.
- 1942-1947년 만주 봉천에 신학원이 세워지고 죽산을 초대하여 신사참배를 하지 않는다는 조건을 걸고 가서 조직신학교수로 재직함. 이 당시 루이스 벌코프의 조직신학을 근감으로 삼고 교의신학 강의안을 작성하기 시작함.
- 1947년 부산 고려신학교 교장으로 초빙.
- 1948년 6월 남산에 장로회신학대학교를 설립하고 교장에 취임.
- 1953년- 1958년 9월 동 신학교 교장과 교수 사역을 겸직함.
- 1959년 합동과 통합의 분리
- 1960년 - 1963년 합동과 고신이 합친 뒤, 3대교장으로 다시 취임
- 1969년 동신학교 7대교장으로 취임. 같은 해 문교부로부터 4년제 정규대학인 총회신학대학교 설립인가를 얻음.
- 1978년 10월 25일 서울에서 소천할 때까지 저작전집 출간 준비에 매진.

## 애국운동
- 숭실전문대학 졸업반시절 1919년 3월 1일 만세운동 당시 동참하였으나 경찰에 연행되어 어려움을 겪음.
- 1920년 숭실전문대학 졸업한 뒤에 숭실전도대 일행으로 떠난 전도여행시, 목포에서 전한 전도설교 "하늘의 검"이 반일감정을 부추기고 민심을 운동한다고 판단되어 일본경찰에 단독으로 연행되어 재판을 받아 목포감옥에서 10개월간의 수감생활을 겪음.

## 저서
그의 50여 년간의 신학 사상과 활동은 일관되게 칼빈주의 신학과 신앙을 고수했으며, 한국교회의 보수주의적 정통신학을 확립하는데 지대한 공헌을 했다. 12권의 저서와 100여 편의 논문을 집필한 그의 족적은 자유주의적, 인본주의적 신학사상과 방법론을 반박하여 성경의 무오성(無誤性)과 문자적 영감을 확고히 하는데 있었다. 그의 『신학난제선평(神學難題選評)』과 『교의신학(敎義神學)』은 대표적인 주요 저술로 평가받고 있다. 총신대학교 이상웅 교수가 박형룡의 신학을 지속적으로 연구하고 출판하고 있다.

## 같이 보기
- 박윤선
- 신복윤
- 이상웅

## 참고 문헌
- 이상웅, <박형룡신학과 개혁신학 탐구>(솔로몬, 2019)
- 김길성, "죽산 박사의 생애와 신학", <한국교회를 빛낸 칼빈주의자들>, 안명준외 (서울: 킹덤북스, 2020),
- 기독신문(http://www.kidok.com)